# 古谷大和
古谷 大和 （ふるや やまと、1991年5月4日 - ）は、日本の俳優・モデル。東京都出身。タイムリーオフィス所属。

## 人物
大学時代、夏休みに家族旅行に行った先で出会った俳優に「君は見た目だけでなく、何か持っているものがある」と言われた。一度は断ったものの、母親が喜んだため、親孝行として演劇の養成所に入ってみたところ、芝居にのめり込んでしまったという。尊敬する俳優はウィル・スミス。
好きな物はホワイトチョコレート、オムライス、ディズニー、スティッチ、映画、サッカー、服。公演初日にルーティンとして、舞台袖で亡くなった祖父へ心の中で会話し、心を落ち着かせてから舞台に出演する。
2017年11月3日、『KING OF PRISM -Over the Sunshine!-』大阪公演2日目に、劇場を含めた地域で停電が起こり、一部の照明を除き音楽や映像が一時停止する事態が発生した。しかし、当該公演に出演していた古谷が機材が復旧するまでの約10分間を舞台上にいたメンバーとアドリブで見事に繋いだ。公演終了後、古谷の個人ブロマイドが完売した。このエピソードは後にアプリゲーム『KING OF PRISM プリズムラッシュ！LIVE』内のストーリー「Road To Shiny Seven Stars」で再現されているほか、該当公演を観覧したアニメ版の監督・菱田正和により、アニメ『KING OF PRISM -Shiny Seven Stars-』の停電エピソードにつながっており、本家へ逆輸入された。

## 出演

### 映画
- リアル人狼ゲーム 戦慄のクラッシュ・ルーム（2014年）
- Sea Opening（2018年）
- MANKAI MOVIE「A3!」〜SPRING＆SUMMER〜（2021年12月3日） - シトロン 役
- MANKAI MOVIE「A3!」〜AUTUMN＆WINTER〜（2022年3月4日） - シトロン 役
- 編集霊 deleted（2022年） - 須賀原 役

### テレビドラマ
- チョコレート戦争〜朝に道を聞かば夕べに死すとも可なり〜（2020年1月、テレビ神奈川） - 村木乃亜 役

### 舞台
※太文字は主演
2012年
- 東京俳優市場2012春「第2話 ラフレター」（2012年5月2日 - 6日、笹塚ファクトリー） - 主役
- 翠組 第3回公演「ライト・リライト」（8月23日 - 28日、シアターグリーン BOX in BOX THEATER）
- Voice Collection 2012（10月18日、南青山MANDALA） - 朗読
- 舞台 『新宿のありふれた夜』（11月6日 - 16日、シアターχ）
- 翠組 第4回公演「ぼうずキッチン」（12月25日 - 30日、シアターグリーン BOX in BOX THEATER）

2013年
- 『RO-DOKU音戯草子2013』（6月7日 - 9日、イマジンスタジオ）
- ガラ劇第八弾「ガラ版 夢見る機械」（9月26日 - 29日、ウエストエンドスタジオ）
- 演劇ユニット インスピッ!!　「ホテルthe寿」（12月4日 - 8日、新宿タイニイアリス）

2014年
- プレゼント◆5　-恋するオトコは眠れない-（4月16日 - 21日、紀伊国屋ホール） - 天王星人★レイ 役
- プレゼント◆5　-オレは絶対悪くない-（5月2日 - 6日、紀伊国屋サザンシアター） - 天王星人★レイ 役
- ライブイベント「E.T.L vol.4 〜3までのことは聞かないで〜」（6月2日・3日、Mt.RAINIER HALL SHIBUYA PLEASURE PLEASURE） - 天王星人★レイ 役
- 『RO-DOKU音戯草子2014』（6月6日 - 8日、イマジンスタジオ）
- CHaCK-UP（8月30日 - 9月7日、ラフォーレミュージアム原宿） - 天王星人★レイ 役
- 演劇ユニット インスピッ!!　第2回公演「いのちの石」（9月24日 - 28日、劇場MOMO）
- コミックジャック（11月13日 - 24日、サンシャイン劇場） - 天王星人★レイ 役

2015年
- CHaCK-UP 〜ねらわれた惑星〜（1月7日 - 18日、紀伊國屋サザンシアター） - 天王星人★レイ 役
- 舞台「The Good Father」（4月1日 - 5日、笹塚ファクトリー） - 白虎組長 役
- 『RO-DOKU音戯草子2015』（6月26日 - 28日、イマジンスタジオ）
- 演劇ユニット インスピッ!!　第3回公演「うっちゃれ三行半！」（9月23日 - 27日、中野　テアトルBONBON）
- 舞台こどものおもちゃ（8月20日 - 30日、銀座 博品館劇場） - CHaCK-UP天王星人★レイ 役
- 「新釈・ロクモンセン -真田十勇士伝説-」（10月28日 - 11月3日、全労済ホール スペース・ゼロ） - 根津甚八役
- CHaCK-UP -Episode.0-（12月16日 - 20日、東京:紀伊國屋サザンシアター/12月26日・27日、神戸:神戸朝日ホール） - 天王星人★レイ 役

2016年
- 4キャストふたり芝居「リバース★ボーイ」（2月2日 - 11日）
- ライブファンタジー「FAIRY TAIL」（4月30日 - 5月9日、サンシャイン劇場） - ミッドナイト 役
- 舞台「夏の夜の夢」（7月14日 - 18日、江東区亀戸文化センター カメリアホール） - ボトム 役
- 朗読ミュージカル「あやかしの巻」（8月15日、大井町 きゅりあん小ホール）
- 演劇ユニット インスピッ!!　第4回公演「BGにつぐ！」（9月7日 - 11日、劇場MOMO）
- 舞台「サラ・ベルナール」〜命が命を生む時〜（10月6日、兵庫県立芸術文化センター 阪急中ホール / 10月12日 - 14日、シアター1010）
- 『E.T.L extra 〜Volume上げてRising★ハイ!スペーストリップに出発だ!〜』（10月1日 - 30日、DMM VR THEATER） - 天王星人★レイ 役
- 『眠いい朗読』（10月23日、六本木バール・デルソーレ）
- 『potluck 12』（12月22日、原宿アストロホール）

2017年
- 中屋敷法仁リーディングドラマ「ぼくらが非情の大河をくだる時－新宿薔薇戦争－」（3月16日 - 20日、本多劇場）
- 舞台「TRICKSTER-the STAGE-」（4月12日 - 15日、Zeppブルーシアター六本木） - 大友久 役
- おん・すてーじ「真夜中の弥次さん喜多さん」双（6月21日 - 25日、全労済ホール スペースゼロ） - パメラ・マローン 役ほか
- 御茶ノ水音楽会/古谷大和・木村ゆめこのえほんコンサート（7月8日、東京ガーデンパレス）
- 舞台「夏の夜の夢」（8月11日 - 13日、江東区亀戸文化センター カメリアホール） - 妖精パック 役
- 舞台「THRee'S[スリーズ]」（9月15日 - 24日、CBGK シブゲキ!!） - 呂布 役
- 「RO-DOKU音戯草子inホワイトチャペル」（10月1日、東京ガーデンパレス ホワイトチャペル） - 朗読
- 舞台「KING OF PRISM-Over the Sunshine!-」（11月2日 - 12日、梅田芸術劇場 シアター・ドラマシティ 他） - 高田馬場ジョージ 役

2018年
- 舞台「ストリップ学園」（1月12日-20日、新宿FACE） - 星乃ラン 役
- 朗読劇「最果てリストランテ」（4月7日 - 15日、TOKYO FM HALL）
- 劇団シャイニング「JOKER TRAP」（4月19日 - 5月13日、天王洲 銀河劇場 他） - コバヤシ 役
- ミュージカル「しゃばけ」参〜ねこのばば〜（4月28日 - 5月20日、シアターサンモール 他） - ねこまた 役[7]
- MANKAI STAGE『A3!』〜SPRING & SUMMER 2018〜（6月28日 - 7月16日、天王洲 銀河劇場 他 / 10月26日 - 11月4日、天王洲 銀河劇場） - シトロン 役
- 最遊記歌劇伝―異聞ー（9月4日 - 9日、東京ドームシティ シアターGロッソ） - 青藍 役
- おとぎ裁判（9月27日 - 10月7日、俳優座劇場） - アケチ 役[8]
- 忍法浪漫剣劇 「百花百狼 〜戦国忍法帖〜」〜月下丸の章〜（12月13日 - 16日、全労済ホール スペース・ゼロ） - 月下丸 役[9]

2019年
- 夢王国と眠れる100人の王子様 On Stage（1月31日 - 2月3日、シアター1010 / 2月7日 - 11日、品川プリンスホテル ステラボール） - ロッソ 役[10]
- 舞台「となりのホールスター」（3月8日 - 17日、サンモールスタジオ） - 馬場 役[11]
- フォトシネマ朗読劇「HARAJUKU〜天使がくれた七日間」（3月23日 - 24日、大阪市立芸術創造館） - 修太 役
- MANKAI STAGE『A3!』〜SPRING 2019〜（4月25日 - 6月2日、天王洲 銀河劇場 他） - シトロン 役[12]
- Starry☆Sky on STAGE（7月10日 - 15日、品川プリンスホテル クラブeX） - 宮地龍之介 役[13]
- WBB plus「ギャング アワー」（7月30日 - 8月4日、中野ザ・ポケット） - 渋谷 役[14]
- DARKNESS HEELS〜THE LIVE〜（プレビュー公演:9月13日、新座市民会館/東京:9月18日 - 23日、シアター1010） - ダークザギ 役
- LIVEミュージカル演劇『チャージマン研!』（10月31日 - 11月6日、新宿FACE） - チャージマン研 役

2020年
- おとぎ裁判 第2審〜戦慄の誘拐パレード ビッグマウスにご用心♪〜（1月10日 - 19日、CBGKシブゲキ!!） - アケチ 役
- Starry☆Sky on STAGE SEASON 2 〜星雪譚　ホシノユキタン〜（1月15日 - 26日、紀伊國屋サザンシアターTAKASHIMAYA） - 宮地龍之介 役 [15]
- KING OF PRISM -Shiny Rose Stars-（2月20日 - 2月26日、TOKYO DOME CITY HALL） - 高田馬場ジョージ 役
- ナイスコンプレックス プロデュース公演 第5弾『12人の怒れる男』（7月23日 - 8月16日、銀座 博品館劇場他） - 陪審員7号 役[16]
- MANKAI STAGE『A3!』〜WINTER 2020.8〜（8月16日 - 22日、天王洲銀河劇場） - シトロン 役
- LIVEミュージカル演劇『チャージマン研!』R2（10月10日 - 18日、新宿FACE） - チャージマン研 役
- 1999年の夏休み episode０（11月12日 - 15日、労音大久保会館R’s アートコート） - 直人 役
- おとぎ裁判 第3審〜魔法の豆はマネーまみれ キミのハートをジャックする♪〜（12月12日 - 19日、紀伊國屋サザンシアターTAKASHIMAYA） - アケチ 役

2021年
- 舞台「チョコレート戦争〜a tale of the truth〜」（1月16日 - 31日、メルパルクホール 他） - 村木乃亜 役
- ミュージカル 「黒執事」〜寄宿学校の秘密〜（3月5日 - 4月4日、天王洲 銀河劇場 他） - クレイトン 役[17]
- MANKAI STAGE『A3!』〜WINTER 2021〜（5月20日 - 6月13日、TACHIKAWA STAGE GARDEN 他） - シトロン 役
- 舞台『ゼロの無限音階』（7月8日 - 11日、博品館劇場） - ルイ役
- おねがいっパトロンさま！ The Stage（9月15日 - 20日、草月ホール） - エーカー 役
- キューピット・パラサイト The Stage（11月10日 - 14日、全電通労働会館　多目的ホール）※日替わりゲスト、11日のみ出演
- 朗読活劇 信長を殺した男2021（11月26日 - 28日、神田明神ホール） - 織田信長、他 役※木瓜班
- WBB vol.19「ウエスタンモード」（12月21日 - 28日、こくみん共済 coop ホール／スペース・ゼロ） - アルバート 役

2022年
- Musical「天使について」〜堕落天使編〜（2月24日 - 3月6日、自由劇場） - 堕落天使ヴァレンティノ 役※トリプルキャスト
- MANKAI STAGE『A3!』ACT2! 〜SPRING 2022（4月22日 - 4月27日、東京国際フォーラム ホールC / 5月4日- 5月8日、神戸国際会館こくさいホール / 5月13日 - 5月15日、レクザムホール（香川県県民ホール）大ホール / 5月20日 - 5月30日、日本青年館ホール） - シトロン 役
- MANKAI STAGE『A3!』ACT2! 〜SUMMER 2022〜（7月16日 - 24日、TACHIKAWA STAGE GARDEN / 7月29日 - 8月5日、COOL JAPAN PARK OSAKA WWホール / 8月12日 - 21日、TACHIKAWA STAGE GARDEN） - シトロン 役[18]
- BOYSDOLLHOUSE〜はい！よろこんで！〜（10月7日 - 10日、新宿村LIVE） - 支配人 役[19]
- はじまりのカーテンコール〜your Note〜（12月2日 - 11日、六行会ホール） - るい 役[20]

2023年
- MANKAI STAGE『A3!』ACT2! 〜WINTER 2023〜（1月21日 - 2月26日、TACHIKAWA STAGE GARDEN 他） - シトロン 役[21]
- おとぎ裁判 第4審（3月25日 - 4月2日、CBGKシブゲキ!!） - アケチ 役（演出も担当）[22]
- MANKAI STAGE『A3!』ACT2! 〜SPRING 2023〜（5月13日 - 6月11日、TACHIKAWA STAGE GARDEN 他） - シトロン 役[23]
- トレンディは突然に（7月17日、シアターサンモール） - 日替わりゲスト[24]
- MANKAI STAGE『A3!』ACT2! 〜SUMMER 2023〜（8月12日 - 9月18日、TACHIKAWA STAGE GARDEN 他）[25]
- 遠山ドラマティア『C'est Promis』（10月5日 - 10月15日、スペース・ゼロ）　- 城井朝房 役 / 宇都宮智樹 役
- 演劇ドラフトグランプリ2023（12月5日、日本武道館）[26]
- 朗読劇「ラストダンスは私に〜岩谷時子物語〜」（12月14日、六行会ホール） - 草野浩二 役[27]
- Live-Musical-Stage「チャージマン研!」2023（12月23日 - 31日、新宿FACE） - チャージマン研 / 泉研 役[28]

2024年
- Casual Meets Shakespeare 『OTHELLO SC』（1月18日 - 28日、シアターサンモール） - オセロー 役
- NAIKON_AID 2024 F/T朗読劇「ナイスコンプレックス」（2月3日、溝ノ口劇場） - 和田健介 役
- 最果てリストランテ（2月21日 - 25日、新宿村LIVE） - 新田聖 役[29]
- ミュージカル『悪ノ娘』（3月13日 - 17日、こくみん共済 coop ホール／スペース・ゼロ） - カイル 役[30]
- MANKAI STAGE『A3!』ACT2! 〜WINTER 2024〜（4月9日 - 5月12日、TOKYO DOME CITY HALL 他） - シトロン 役[31]
- 朗読劇『文豪LETTERS 』（6月9日、 北とぴあドームホール）
- コブクロ JUKE BOX reading musical”FAMILY”（7月14日、紀伊國屋サザンシアターTAKASHIMAYA） - 男1 役
- 舞台『夢職人と忘れじの黒い妖精』（8月2日 - 12日、シアターH） - ルージュ 役[32][33]
- ミュージカル『七色いんこ』（9月14日 - 16日、COOL JAPAN PARK OSAKA WWホール / 9月20日 - 29日、品川プリンスホテル ステラボール） - 朝霞 役[34]
- 劇団チャイ。番外公演『HIDEOUT』（11月14日 - 17日、Theater新宿スターフィールド）[35]
- 演劇ドラフトグランプリ THE FINAL（12月10日、日本武道館）[36]

2025年
- ライドカメンズ The STAGE（1月11日 - 26日、サンシャイン劇場 / 1月30日 - 2月2日、梅田芸術劇場 シアター・ドラマシティ） - 久遠瞬十 役[37][38]
- MANKAI STAGE『A3!』ACT3! 2025（3月22日 - 5月10日、KAAT神奈川芸術劇場 ホール） - シトロン 役[39]
- 遠山ドラマティア『illuminaTe The Room』（5月13日、シアターグリーン BIG TREE THEATER） - ゲスト出演[40][41]
- 舞台『ろくでなしコーラス2025』（6月18日 - 22日〈予定〉、浅草花劇場） - アキラ 役[42]
- 朗読劇「スタートライン」（2025年7月6日、ランドマークホール） - モリタ 役
- ミュージカル『新テニスの王子様』The Fifth Stage（2025年10月3日 - 13日〈予定〉、Kanadevia Hall / 10月18日 - 26日〈予定〉、SkyシアターMBS / 10月31日 - 11月2日〈予定〉、土岐市文化プラザ サンホール / 11月7日 - 16日〈予定〉、Kanadevia Hall） - フリオ・ロマン 役[43]

### イベント
- E.T.L vol.5 〜秋といえば学園祭だけどやっぱり宇宙に連れてくね！〜（2014年10月7日、AiiA 2.5Theater Tokyo）
- ネルフェス2014 in 武道館（2014年11月7日、日本武道館）
- CHaCK-CHeCK-CHaRM case001 〜地球のアイドルというものを勉強したのです!〜（2015年2月16日〜17日、時事通信ホール）
- 『古谷大和 Happy Birthday まだ1週間あるけどね inサンリオピューロランド』（2015年4月29日、サンリオピューロランド内 館のレストラン）
- E.T.L vol.7 〜雨天決行★シャトルでキミを迎えに行くよ!〜（2015年5月26日・27日、東京:全労済ホール スペース・ゼロ / 6月6日・7日、大阪:グランフロント大阪 北館4F ナレッジシアター / 6月12日・13日、福岡:レソラホール / 6月19日・20日、名古屋:中電ホール）
- 「みんなで！ドルフェス2015」（2015年10月14日・15日、TSUTAYA O-EAST）
- E.T.L vol.8 〜ボクらのアジトでNATSU☆祭〜（2017年8月22日 - 25日、品川プリンスホテル クラブex）
- STAGE FES 2017-2018（2017年12月31日、大宮ソニックシティホール）
- E.T.L vol.214〜ほしいのはキミのチョコだけ！〜（2018年2月14日 - 17日、品川プリンスホテル クラブex）
- まさしとやまとの祝日（2018年7月30日、渋谷 マウントレーニアホール）
- 古谷大和ファンツアー『ふるややまとといっぱくふつか』（2018年10月13日 - 14日、愛知県）
- STAGE FES 2018-2019（2018年12月31日、大宮ソニックシティホール）
- ウルトラマンフェスティバル2019 DARKNESS HEELSスペシャルナイト（2019年8月15日、池袋サンシャインシティ）
- A3! BLOOMING CARNIVAL（2019年8月17日 - 18日、幕張メッセ国際展示場9-10ホール）※18日ミニステージのみ出演
- 古谷大和ファンツアー『ふるややまとといっぱくふつか にかいめ！』（2019年9月28日 - 29日、宮城県・岩手県）
- 舞台「KING OF PRISM -Rose Party on STAGE 2019-」（2019年10月12日、パシフィコ横浜 国立大ホール）
- まさしとやまとの祝日 ふつかめ（2019年10月20日、関交協ハーモニックホール）
- STAGE FES 2019-2020（2019年12月31日、大宮ソニックシティホール）
- MANKAI STAGE『A3!』Four Seasons LIVE 2020（2020年9月17日 - 20日、東京ガーデンシアター）
- MANKAI STAGE『A3!』Troupe LIVE〜SPRING 2021〜（2021年8月18日 - 22日、TACHIKAWA STAGE GARDEN）
- 『古谷大和FCイベント＃01』（2022年3月20日、SHIDAXカルチャーホール）
- MANKAI STAGE『A3!』〜Four Seasons LIVE 2024〜（10月31日 - 11月4日、東京ガーデンシアター） - シトロン 役[44]
- ACTORS☆LEAGUE in Games 2025（2025年6月10日、東京ガーデンシアター）[45]
- MANKAI STAGE『A3!』Bloom Fan Meeting 2025（2025年9月30日〈予定〉、品川プリンスホテル ステラボール）[46]

### Web配信
- Timely六本木TV「フルスイングBOYS」（YouTube→flesh→Live Me→YouTube Live、毎月第1火曜放送）
- #ふるふるややまとのらいんらいぶ おんえあ〜（OvO） （2019年8月-、LINELIVE）
- ぬすみみ-のぞきみバラエティ-（2020年5月-、ONSTAGE）※休止中
- スペシャルライブ『2人で会話劇』vol.3（2020年5月11日、ニコニコ動画）
- オンライン朗読劇「それぞれの運命」（2020年5月28日）
- まさしとやまとの代休（2020年5月27日、Mevie）
- まさしとやまとのみかん休職（2020年7月31日・8月1日、Mevie）
- 『たまニコ！』 第9回（2021年10月3日、ニコニコ動画）※ゲスト出演
- まさしとやまとのあえての休息（2021年10月17日、Mevie）
- 『赤澤燈・陳内将の笑ってじんとも‼ #14』（2021年12月31日、Streaming +）※ゲスト出演
- 監禁朗読劇 LOCK UP READING THEATER 『The Lost Sheep』（2022年3月12日、360Channel） - 蒼井真 役
- 仮面ライダーアウトサイダーズ ep.1-4、6、7（2023年1月 - 2024年12月、東映特撮ファンクラブ） - エコル / 仮面ライダーゼイン 役[47]

### CD
- ドラマCD「活声高校☆探偵部」- 横溝コウ 役（2016年5月28日）
- 舞台KING OF PRISM -Over the Sunshine!- Prism Song Album（2018年3月23日） - 高田馬場ジョージ 役
- 「MANKAI STAGE『A3!』〜SPRING&SUMMER 2018〜」MUSIC Collection（2018年11月21日） - シトロン 役
- 朗読CD「ようこそタイムリー502号室へ＃01」（2019年2月）
- 「MANKAI STAGE『A3!』〜SPPING2019〜」MUSIC Collection（2019年7月17日） - シトロン 役
- 「チョコレート戦争 〜聲なきに聴き形なきに視る〜」（2020年3月18日） - Dust Kiss（立石俊樹、小南光司、古谷大和、星元裕月、TAKA）/新堂京平（小澤廉）
- 舞台「KING OF PRISM - Shiny Rose Stars-」Prism Song Album（2020年6月24日） - 高田馬場ジョージ 役
- チョコレート戦争〜a tale of the truth〜（2021年1月16日） - Dust Kiss（立石俊樹、小南光司、古谷大和、星元裕月、TAKA、大平峻也）
- MANKAI STAGE『A3!』Spring Troupe 満開の桜の下で（2021年6月16日） - シトロン役

### PV・CM
- 「教えて☆てんけんくん〜定期点検は認証整備工場で〜」（一般社団法人 日本自動車整備振興会連合会） - 親野光輝 役
- WEB CM「ワークフローシステム MAJOR FLOW Z」（パナソニックネットソリューションズ）

### テレビ番組
- 「たびメイト 特別編」 （2019年1月2日、TOKYO MX） - ナレーション
- 「たびメイトseason2」（2019年10月2日 - 、TOKYO MX） - ナレーション

## 演出
- 朗読劇『M･A･D朗毒』（2021年11月9日 - 28日、横浜赤レンガ倉庫）
- おとぎ裁判第4審〜まさか逆さま!?トーチもチート?! 予知見る鏡が狩る道よ だぉ♪〜（2023年3月25日 - 4月2日）
- 神戸セーラーボーイズ 定期公演 vol.1『ロミオとジュリアス』『Water me!〜我らが水を求めて〜』（2023年11月17日 - 26日、AiiA 2.5 Theater Kobe）
- 神戸セーラーボーイズ 定期公演vol.3『なんて素敵にピカレスク』『天使を憐れむ歌。』（2024年12月20日 - 29日、AiiA 2.5 Theater Kobe）[48]
- 舞台「怪人21面相」（2025年7月31日 - 8月10日、新宿シアターモリエール）[49]

## 作品
- 古谷大和2017年卓上カレンダー＆ポスターカレンダー（2016年11月、有限会社タイムリーオフィス）
- 古谷大和2018年卓上カレンダー＆ポスターカレンダー（2017年11月、有限会社タイムリーオフィス）
- フルスイングBOYS2018年卓上カレンダー（2017年11月、有限会社タイムリーオフィス）
- 古谷大和2019年A3カレンダー＆卓上カレンダー（2018年11月19日、有限会社エス・エル・エフ）
- 古谷大和1st写真集「P.S. Life is」（ 2019年11月11日、有限会社エス・エル・エフ）
- 古谷大和2020年壁掛けカレンダー＆卓上カレンダー（2019年12月23日、有限会社エス・エル・エフ）
- documentary of Yamato Furuya（2021年2月14日、ニコニコ動画キャストサイズチャンネル内）
- 古谷大和2021-22年壁掛けカレンダー＆卓上カレンダー（2021年2月17日、有限会社エス・エル・エフ）
- 古谷大和2021-22年カレンダー Making DVD（2021年2月17日、有限会社エス・エル・エフ）
- DVD エチュたび 古谷大和 × 東拓海（2024年2月12日、パーフェクトワールド株式会社）